# 廊曼寺
廊曼寺是一座三级普通泰国皇家寺庙，位于曼谷廊曼县廊曼区，离廊曼国际机场不远处。

## 历史
廊曼寺原址的区域是一座群鹰飞翔的高原，所以该地区起初被称为Don Ee Yao（直译：鹰高原）。后来泰国皇家陆军航空兵团（现泰国皇家空军）成立时，这一地区就被称为廊曼寺。1895年左右，村民开始修建寺庙，当时寺庙还没有一个正式的名字。村民们将此庙称作Wat Don Ee Yao（直译：高原老鹰寺）。